# 8-ма паралель північної широти
8-ма паралель північної широти — лінія широти, що лежить на 8 градусів північніше земної екваторіальної площини. Вона проходить через Африку, Індійський океан, Південну Азію, Південно-Східну Азію, Тихий океан, Центральну Америку, Південну Америку та Атлантичний океан.
Через паралель проходить частина кордону між Сомалі та Ефіопією. На її честь названа протока Восьмого градуса в Індійському океані. 

## Список географічних об'єктів, що перетинає 8° пн. ш.
Починаючи з Гринвіцького меридіану та рухаючись на схід, 8-ма паралель північної широти проходить через:
| Координати                                                 | Країна, територія або море              | Примітки |
| ---------------------------------------------------------- | --------------------------------------- | --- |
| 8°0′ пн. ш. 0°0′ сх. д. / 8.000° пн. ш. 0.000° сх. д.      | Гана                                    | Проходить через озеро Вольта |
| 8°0′ пн. ш. 0°36′ сх. д. / 8.000° пн. ш. 0.600° сх. д.     | Того                                    | |
| 8°0′ пн. ш. 1°38′ сх. д. / 8.000° пн. ш. 1.633° сх. д.     | Бенін                                   | |
| 8°0′ пн. ш. 2°42′ сх. д. / 8.000° пн. ш. 2.700° сх. д.     | Нігерія                                 | |
| 8°0′ пн. ш. 12°13′ сх. д. / 8.000° пн. ш. 12.217° сх. д.   | Камерун                                 | |
| 8°0′ пн. ш. 15°25′ сх. д. / 8.000° пн. ш. 15.417° сх. д.   | Чад                                     | |
| 8°0′ пн. ш. 18°1′ сх. д. / 8.000° пн. ш. 18.017° сх. д.    | Центральноафриканська Республіка        | |
| 8°0′ пн. ш. 24°58′ сх. д. / 8.000° пн. ш. 24.967° сх. д.   | Південний Судан                         | |
| 8°0′ пн. ш. 33°2′ сх. д. / 8.000° пн. ш. 33.033° сх. д.    | Ефіопія                                 | |
| 8°0′ пн. ш. 46°59′ сх. д. / 8.000° пн. ш. 46.983° сх. д.   | Становить кордон між Сомалі та Ефіопією | |
| 8°0′ пн. ш. 47°59′ сх. д. / 8.000° пн. ш. 47.983° сх. д.   | Сомалі                                  | |
| 8°0′ пн. ш. 49°53′ сх. д. / 8.000° пн. ш. 49.883° сх. д.   | Індійський океан                        | Аравійське море Проходить через протоку Воського градуса[en] — південніше острова Мінікой[en], Індія Лаккадівське море — проходить південніше мису Коморин (Кан'якумарі, Індія) |
| 8°0′ пн. ш. 79°43′ сх. д. / 8.000° пн. ш. 79.717° сх. д.   | Шрі-Ланка                               | Проходить через острів Шрі-Ланка |
| 8°0′ пн. ш. 81°30′ сх. д. / 8.000° пн. ш. 81.500° сх. д.   | Індійський океан                        | Бенгальська затока |
| 8°0′ пн. ш. 93°20′ сх. д. / 8.000° пн. ш. 93.333° сх. д.   | Індія                                   | Проходить через острови Катчал[en], Каморта[en] та Нанкаурі[en], Андаманські і Нікобарські острови                                                                              |
| 8°0′ пн. ш. 93°34′ сх. д. / 8.000° пн. ш. 93.567° сх. д.   | Індійський океан                        | Андаманське море |
| 8°0′ пн. ш. 98°17′ сх. д. / 8.000° пн. ш. 98.283° сх. д.   | Таїланд                                 | Проходить через острів Пхукет |
| 8°0′ пн. ш. 98°25′ сх. д. / 8.000° пн. ш. 98.417° сх. д.   | Затока Пхангнга                         | |
| 8°0′ пн. ш. 98°35′ сх. д. / 8.000° пн. ш. 98.583° сх. д.   | Таїланд                                 | Проходить через острів Кояояй[en] |
| 8°0′ пн. ш. 98°36′ сх. д. / 8.000° пн. ш. 98.600° сх. д.   | Затока Пхангнга                         | |
| 8°0′ пн. ш. 98°58′ сх. д. / 8.000° пн. ш. 98.967° сх. д.   | Таїланд                                 | Провінції Крабі та Накхонсітхаммарат[en] |
| 8°0′ пн. ш. 100°19′ сх. д. / 8.000° пн. ш. 100.317° сх. д. | Сіамська затока                         | |
| 8°0′ пн. ш. 104°4′ сх. д. / 8.000° пн. ш. 104.067° сх. д.  | Південнокитайське море                  | |
| 8°0′ пн. ш. 116°57′ сх. д. / 8.000° пн. ш. 116.950° сх. д. | Філіппіни                               | Проходить через острів Балабак[en] |
| 8°0′ пн. ш. 117°4′ сх. д. / 8.000° пн. ш. 117.067° сх. д.  | Море Сулу                               | |
| 8°0′ пн. ш. 122°17′ сх. д. / 8.000° пн. ш. 122.283° сх. д. | Філіппіни                               | Проходить через острів Мінданао |
| 8°0′ пн. ш. 126°24′ сх. д. / 8.000° пн. ш. 126.400° сх. д. | Тихий океан                             | Проходить південніше атола Каянгел, Палау Проходить південніше острова Пікелот[en], Федеративні Штати Мікронезії                                                                |
| 8°0′ пн. ш. 168°5′ сх. д. / 8.000° пн. ш. 168.083° сх. д.  | Маршаллові Острови                      | Проходить через атол Наму[en] |
| 8°0′ пн. ш. 168°11′ сх. д. / 8.000° пн. ш. 168.183° сх. д. | Тихий океан                             | Проходить південніше атола Аур[en], Маршаллові Острови Проходить південніше миса Буріка[en], Панама Проходить північніше островів Секас[en], Панама                             |
| 8°0′ пн. ш. 81°40′ зх. д. / 8.000° пн. ш. 81.667° зх. д.   | Панама                                  | |
| 8°0′ пн. ш. 80°24′ зх. д. / 8.000° пн. ш. 80.400° зх. д.   | Тихий океан                             | Панамська затока |
| 8°0′ пн. ш. 78°25′ зх. д. / 8.000° пн. ш. 78.417° зх. д.   | Панама                                  | |
| 8°0′ пн. ш. 77°12′ зх. д. / 8.000° пн. ш. 77.200° зх. д.   | Колумбія                                | Проходить через затоку Ураба |
| 8°0′ пн. ш. 72°25′ зх. д. / 8.000° пн. ш. 72.417° зх. д.   | Венесуела                               | |
| 8°0′ пн. ш. 60°8′ зх. д. / 8.000° пн. ш. 60.133° зх. д.    | Спірна зона                             | Контролюється Гаяною, претендує Венесуела |
| 8°0′ пн. ш. 59°6′ зх. д. / 8.000° пн. ш. 59.100° зх. д.    | Атлантичний океан                       | |
| 8°0′ пн. ш. 12°53′ зх. д. / 8.000° пн. ш. 12.883° зх. д.   | Сьєрра-Леоне                            | |
| 8°0′ пн. ш. 10°36′ зх. д. / 8.000° пн. ш. 10.600° зх. д.   | Ліберія                                 | |
| 8°0′ пн. ш. 9°25′ зх. д. / 8.000° пн. ш. 9.417° зх. д.     | Гвінея                                  | |
| 8°0′ пн. ш. 8°3′ зх. д. / 8.000° пн. ш. 8.050° зх. д.      | Кот-д'Івуар                             | |
| 8°0′ пн. ш. 2°41′ зх. д. / 8.000° пн. ш. 2.683° зх. д.     | Гана                                    | Проходить через озеро Вольта |